# Félix Charpentier
Félix Charpentier fue un escultor de Francia, nacido el 10 de enero de 1858 en Bollène y fallecido el 7 de diciembre de 1924 en París.

## Datos biográficos
Después de asistir a la escuela de Bellas Artes de Aviñón, fue discípulo de Jules Cavelier y de Amédée Doublemard en la Ecole des Beaux-Arts en París el año 1877; en 1879, presentó sus obras en el Salón de los Artistas Franceses y desde entonces no dejó de exponer cada año.
Ganó una medalla de plata en la Exposición Universal de 1889 y su fama nunca dejó de crecer. Recibió en 1890 la medalla de primera clase y el premio del Salón por el mármol « La chanson » (la canción) y después en 1893 la Medalla de Honor por el mármol « les Lutteurs » (los luchadores). Este trabajo fue adquirido por el Estado y adorna desde 1905, la plaza del Ayuntamiento de Bollène; fue elevado al rango de Caballero de la Legión de Honor , se le condecoró el 21 de abril de 1892, en Aviñón por el prefecto de Vaucluse , con motivo de la recepción del monumento conmemorando el centenario de la reunión del Condado Venaissin a Francia que Charpentier había hecho; fue elevado al rango de Oficial el 9 de febrero de 1901.
En 1899, Austria concedió a Félix Charpentier la Gran Medalla de Oro de la Exposición Trienal Internacional de Viena por el « Globe Endormi » (Globo dormido).
En 1900 fue elegido alcalde de Chassant (Eure-et-Loir), donde vivía.

## Obras

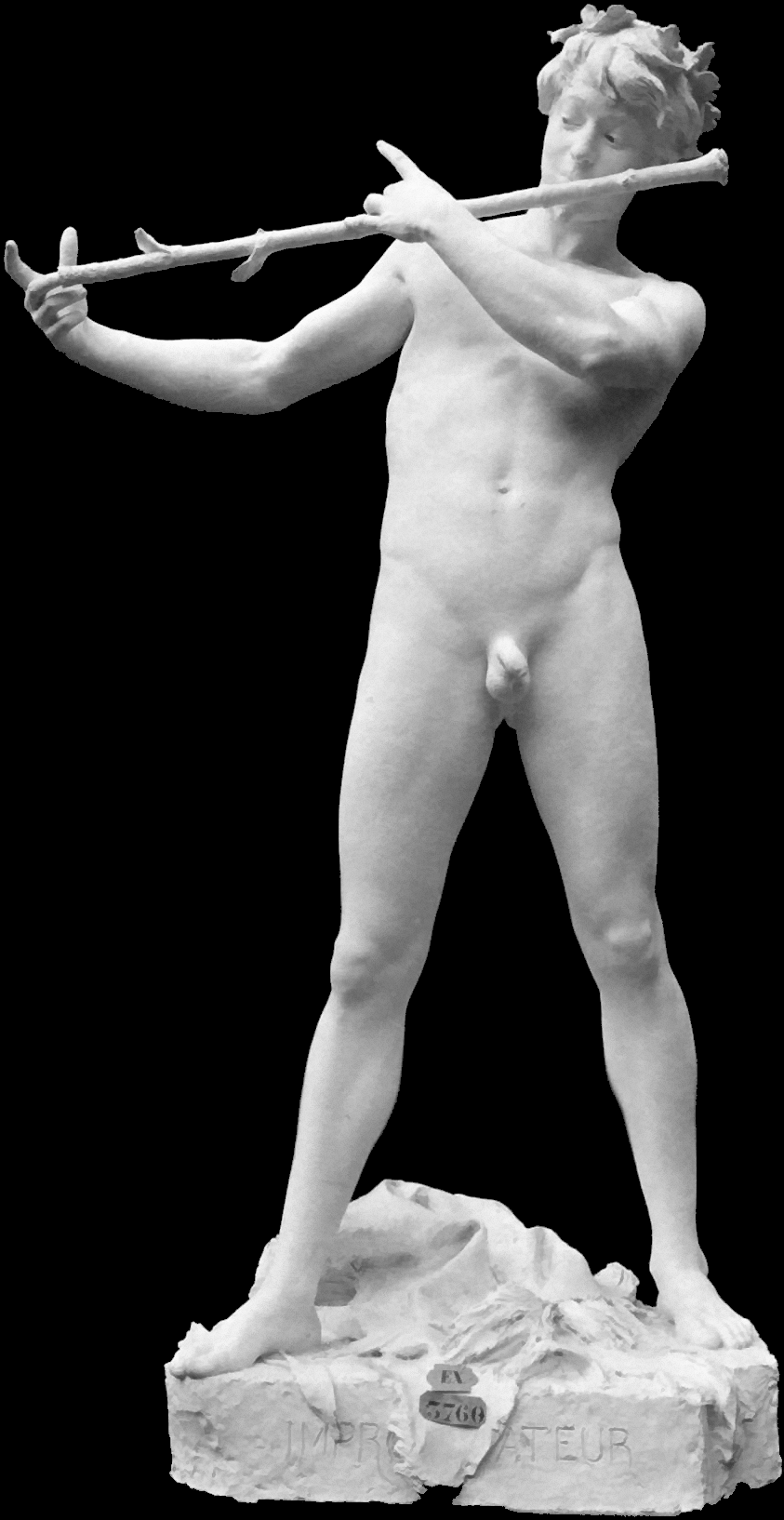
« L'improvisateur» (el improvisador), yeso de 1887.

Charpentier fue un trabajador incansable y más de 350 obras están catalogadas hasta la fecha.
Le debemos un gran número de estatuas que se encuentran en varios museos nacionales, como « l'Etoile filante » -estrella fugaz- (en el museo de Nimes ) o « l'Illusion » -la ilusión; también en jardines públicos (París, Aviñón) y ha dejado también un número considerable de pequeños bronces siempre cotizados en el mercado del arte.
Desde 1893, el Estado mismo le pasa encargos para la realización de numerosos monumentos públicos como la decoración de la Gare de Lyon en París o un relieve para el Grand Palais titulado « l'Art Contemporain »- Arte Contemporáneo".
Después de la Primera Guerra Mundial, se le encargaron numerosos monumentos a los muertos: Bollène, Brou, Chassant, Genas, Dangeau…
Hizo muchos bustos y medallones, entre otros los de Frederic Mistral o Gaston Boissier (en el Museo de Nimes), Jean-Marie Mengue, Paul Doumer, Gaston Doumergue… 

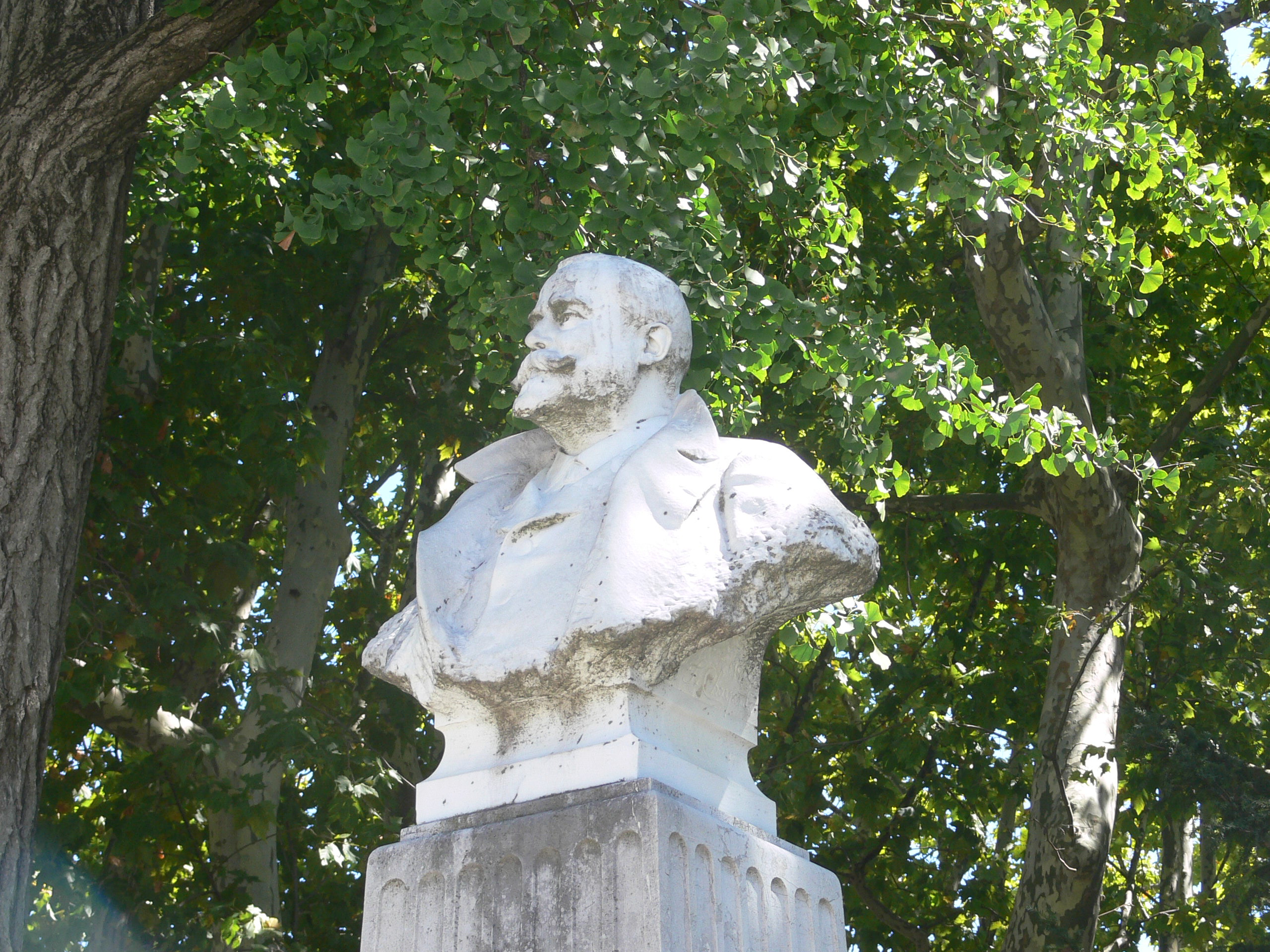
Busto de Paul Saïn
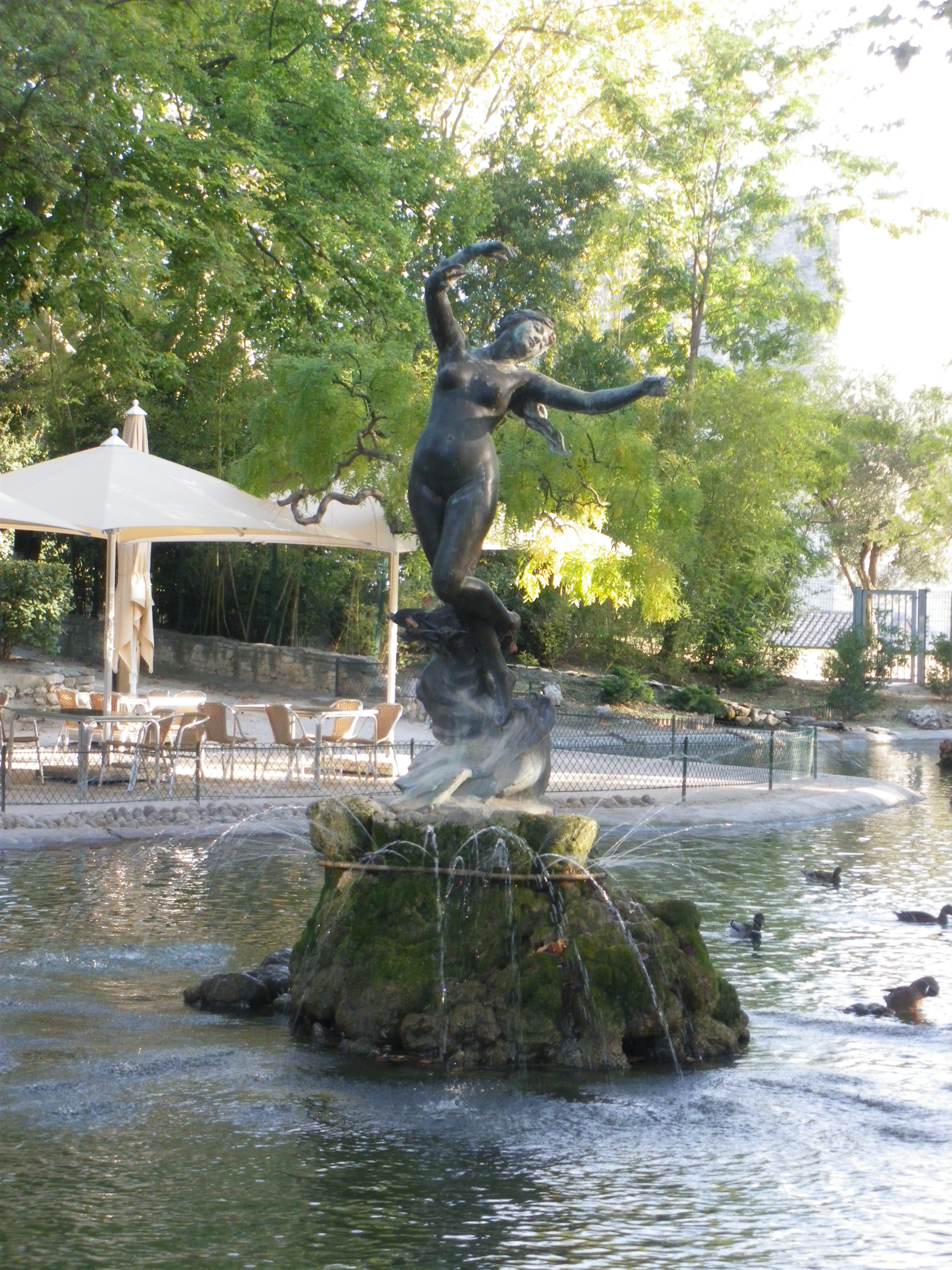
Fuente.
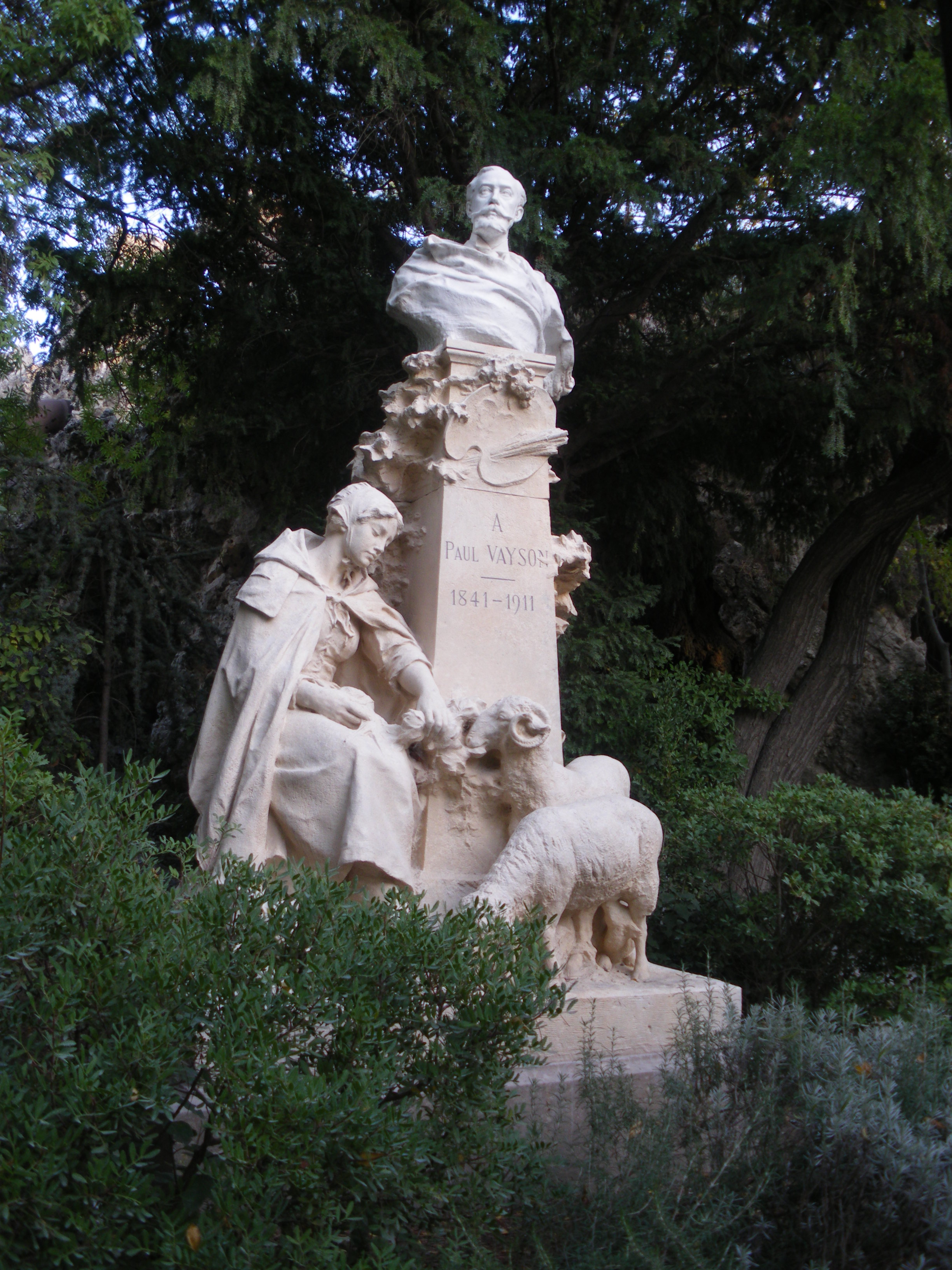
Busto de Paul Vayson.

### Galería de imágenes

Retrat de Vicenç Bosch i Grau- Museu Nacional d'Art de Catalunya
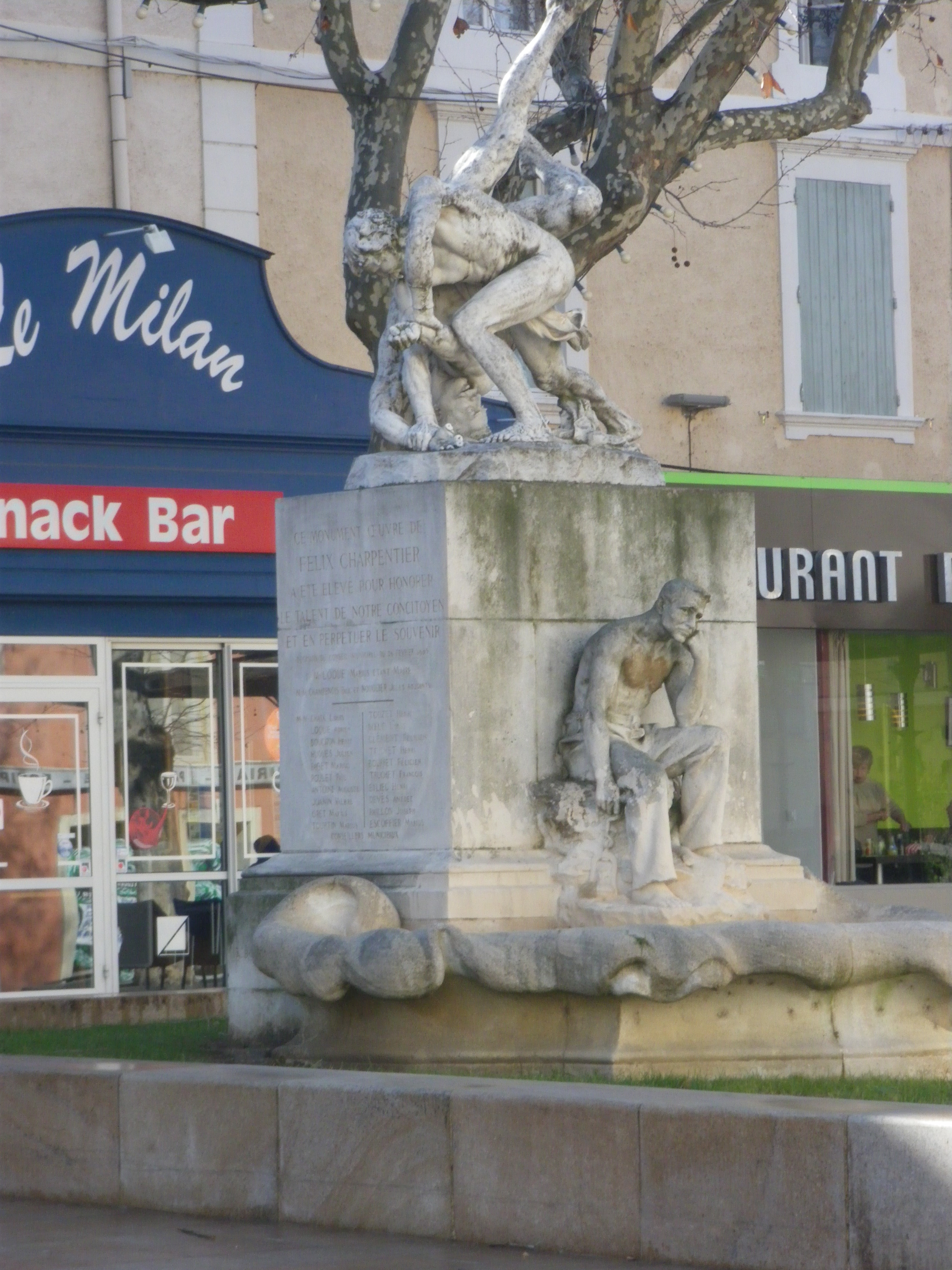
Mármol « les Lutteurs » (los luchadores). Este trabajo fue adquirido por el Estado y adorna desde 1905, la plaza del Ayuntamiento de Bollène.
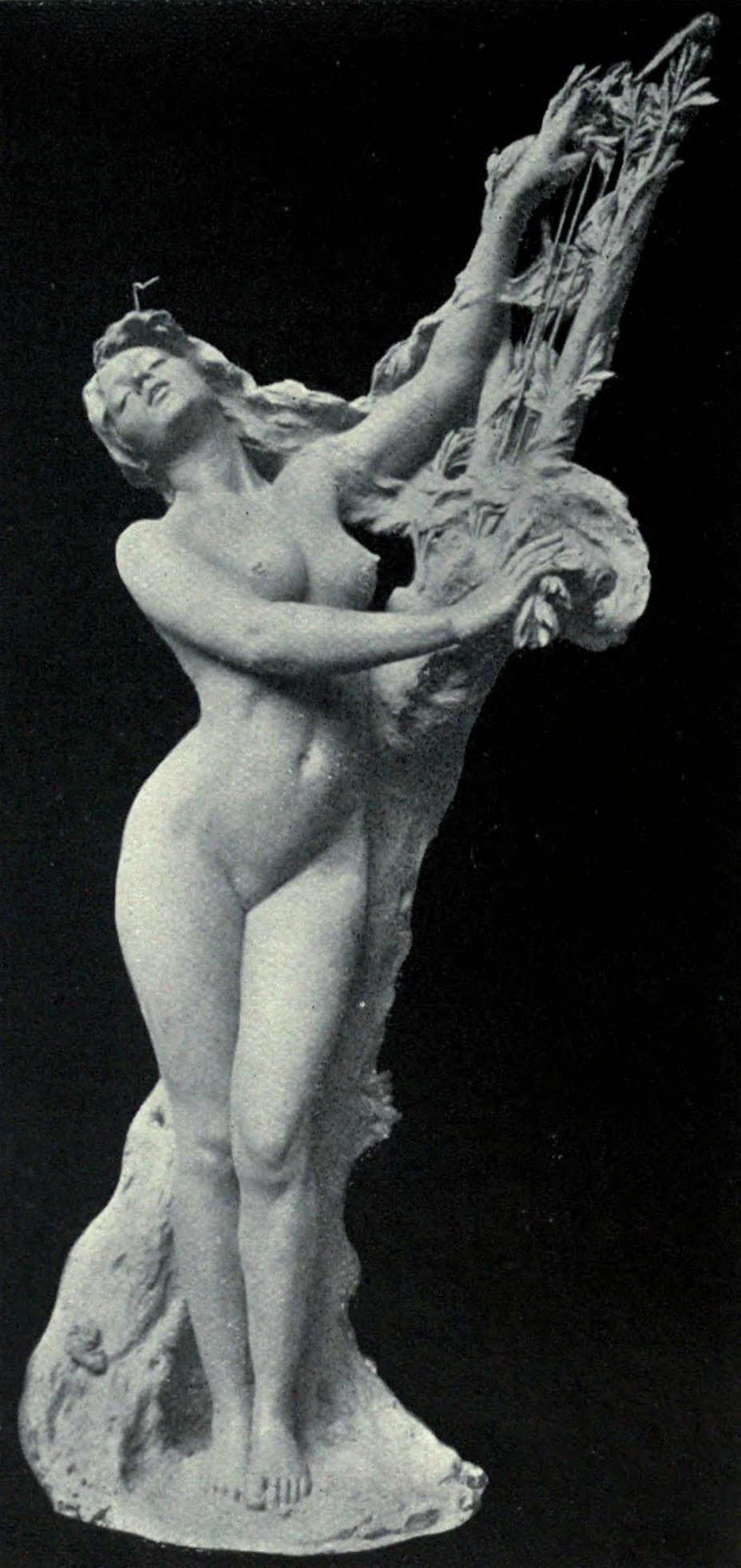
« Le dernier chant d'une cigale. »
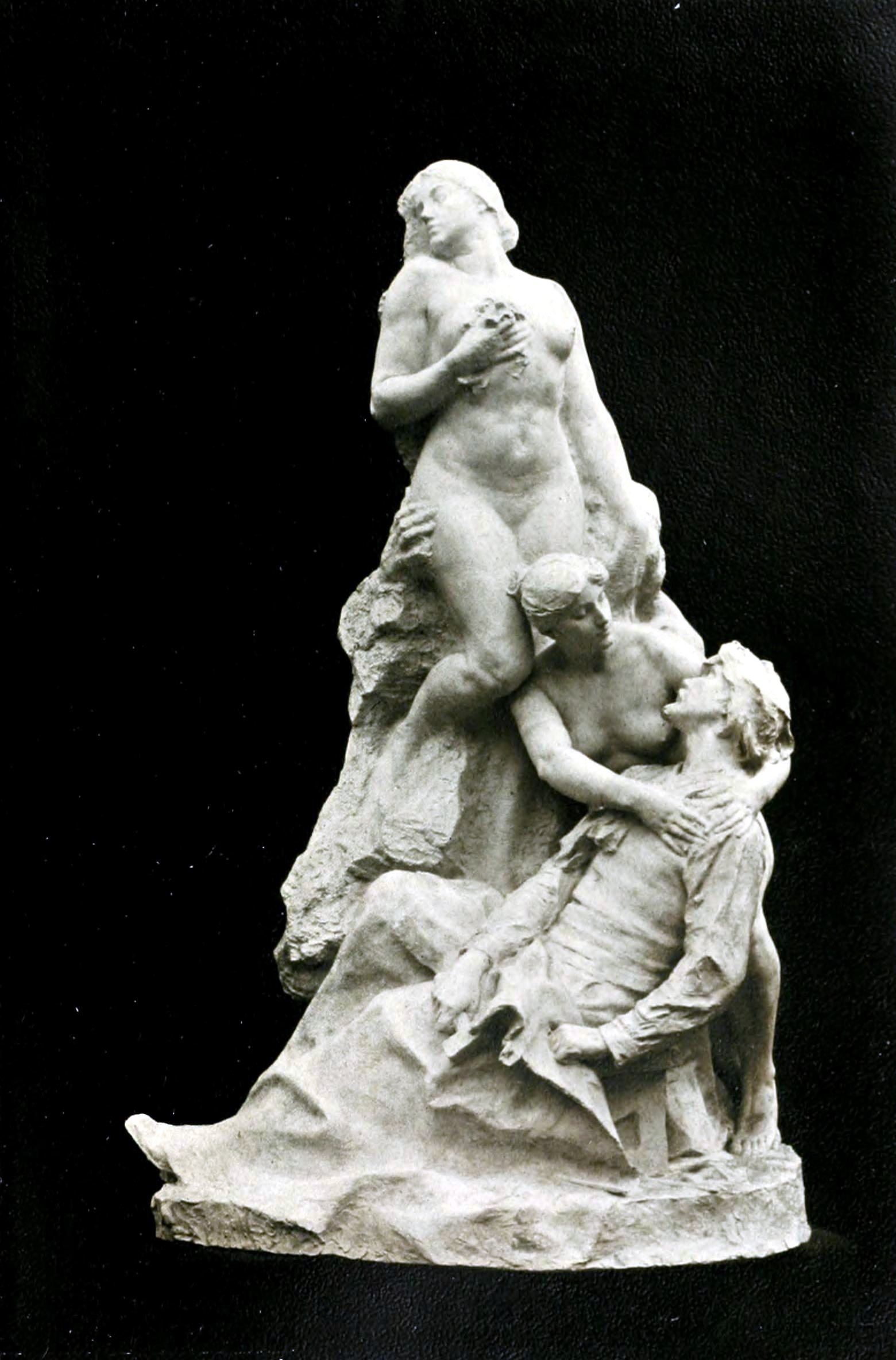
«La Tâche», grupo en yeso, salón de 1908
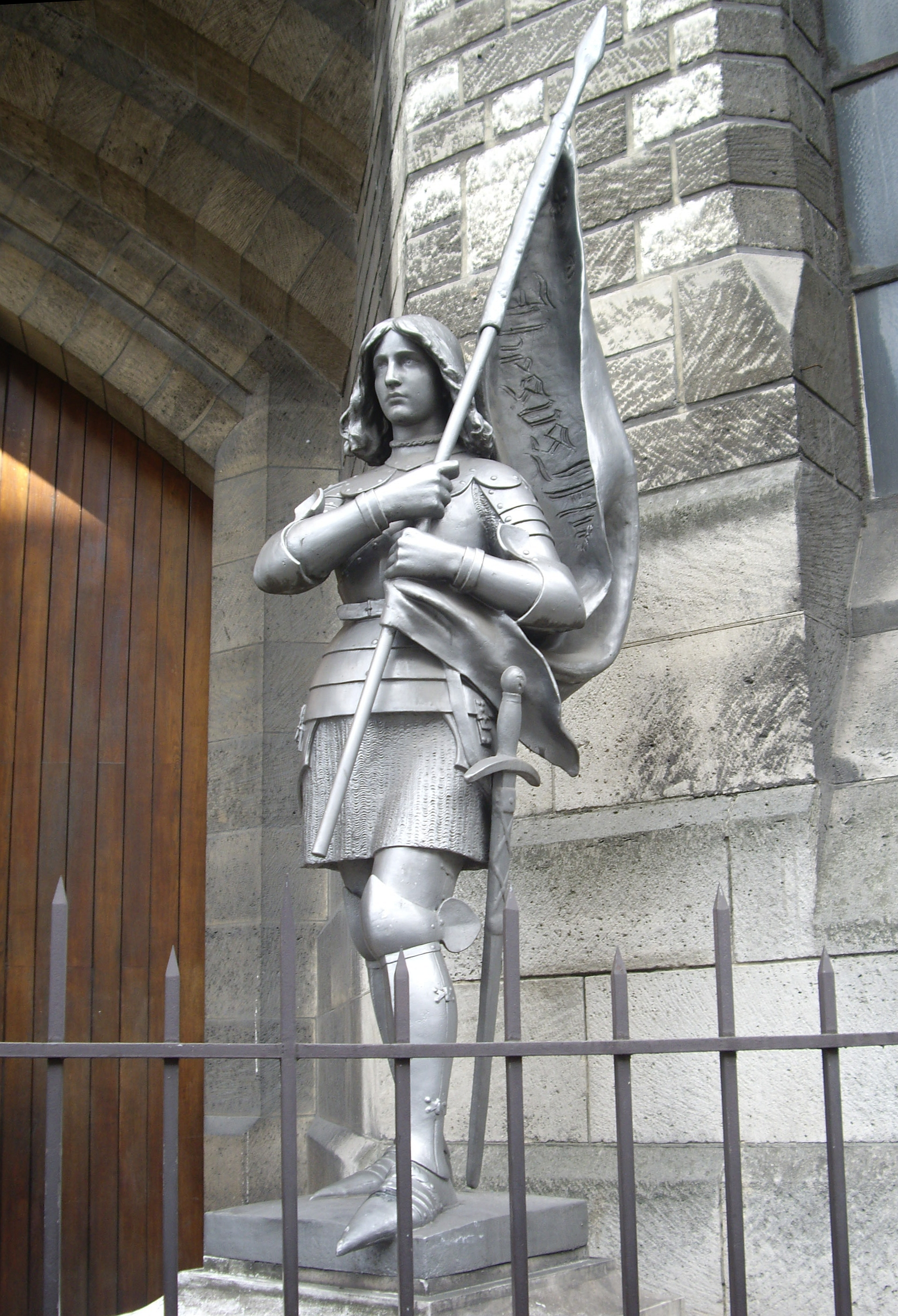
Juana de Arco en la Basílica de su nombre en París.
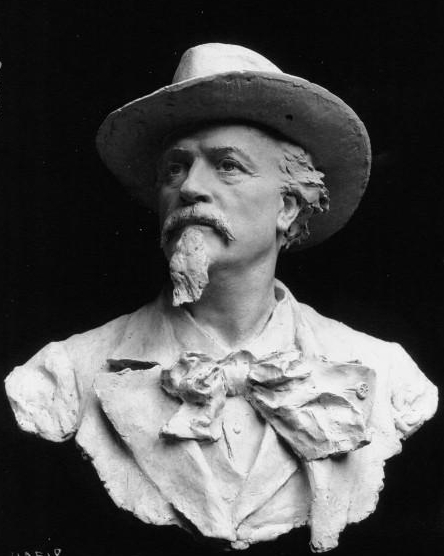
Busto de Frédéric Mistral
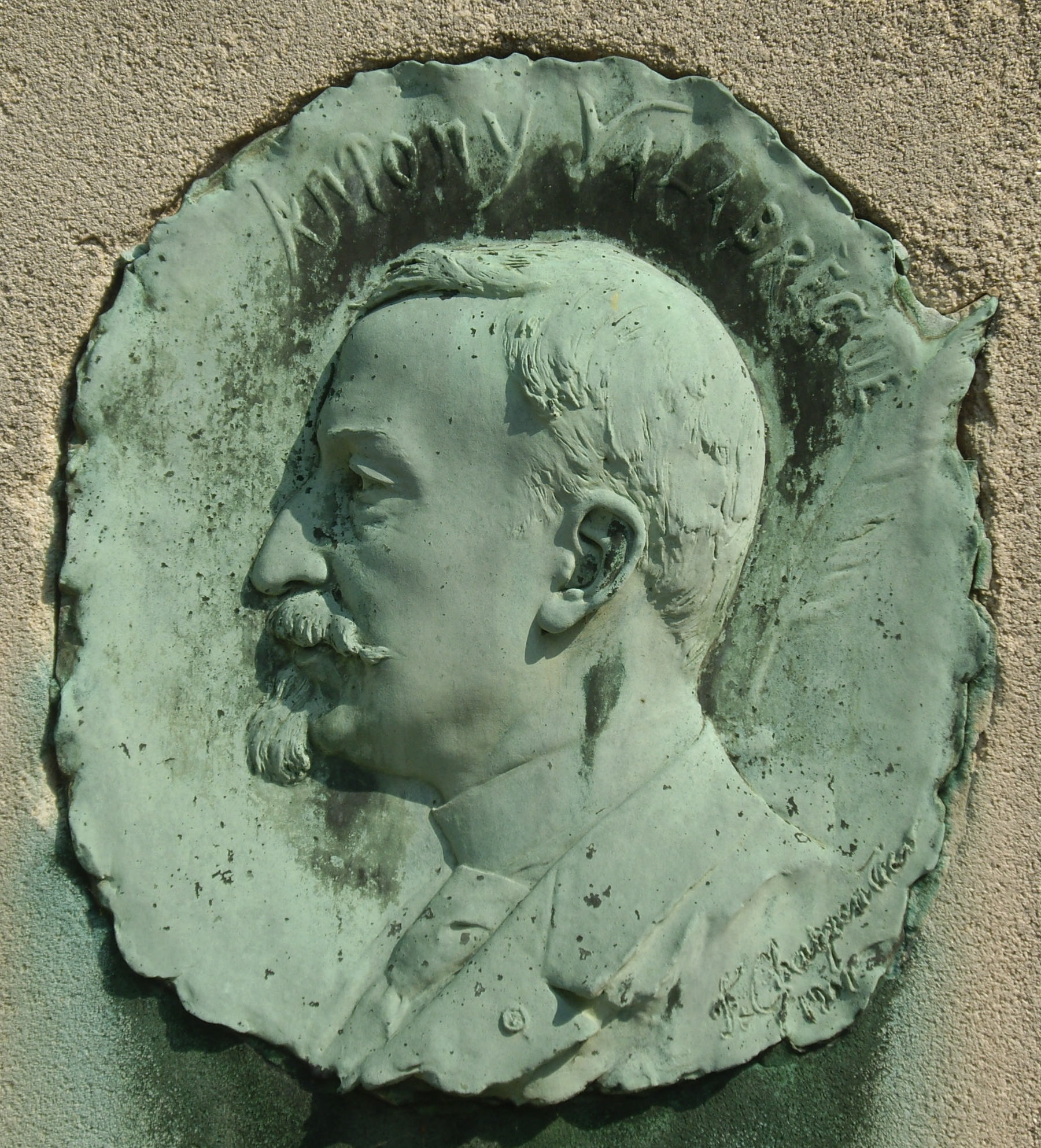
Medallón de Antony Valabrègue, en el Cementerio de Montparnasse.